# Crankin'
Crankin' è un album di Curtis Fuller, pubblicato dalla Mainstream Records nel 1973. Il disco fu registrato il 27 e 28 luglio 1971 al The Record Plant di New York City, New York (Stati Uniti).

## Tracce
Brani composti da Curtis Fuller
Lato A
1. Crankin' – 6:53
2. Maze – 10:56

Lato B
1. Black Bath – 9:30
2. Ballade – 4:52
3. The Spirit – 5:35

## Musicisti
- Curtis Fuller - trombone
- Bill Hardman - tromba
- Ray Moros (Ramon Morris) - sassofono tenore
- George Cables - pianoforte elettrico
- Bill Washer - chitarra elettrica
- Stanley Clarke - basso fender
- Lenny White - batteria, percussioni elettriche[3]